# フリークエント・ウィンド作戦

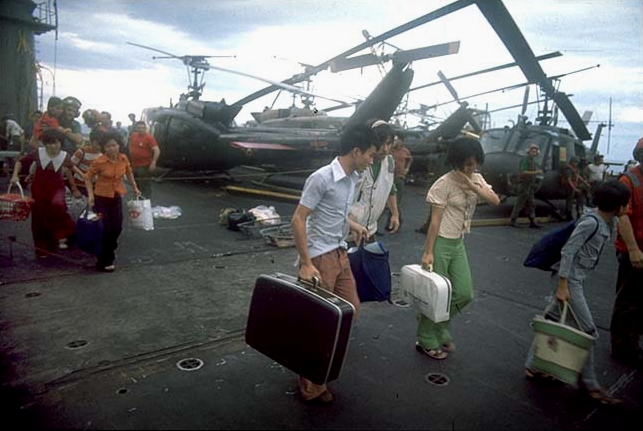
米空母に収容される南ベトナム市民

フリークエント・ウィンド作戦（フリークエント・ウィンドさくせん、英語: Operation Frequent Wind）とは、ベトナム戦争末期の1975年4月、陥落寸前の南ベトナムの首都サイゴン（現ホーチミン市）からの航空機により行われた脱出作戦を指す。この作戦名称は当初の作戦暗号名 "Talon Vise" が露見したため、差し替えられたものである。

## 概要

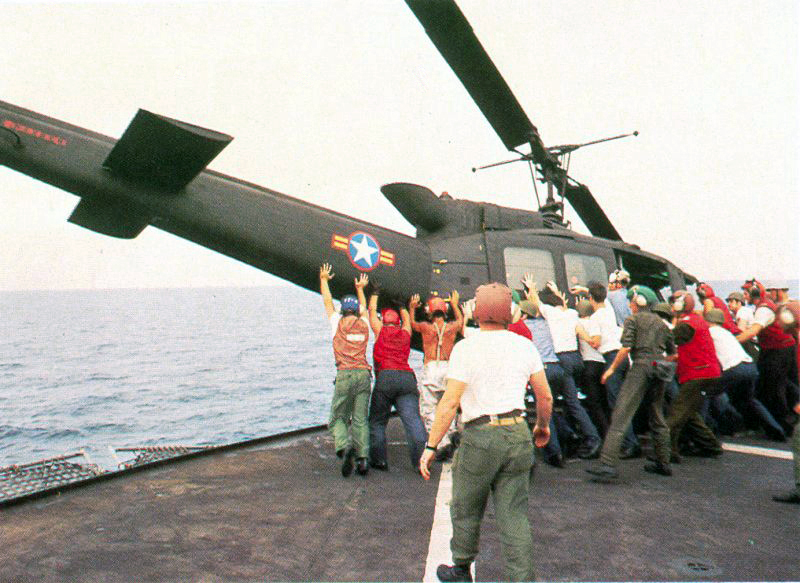
海中へ突き落とされる南ベトナム軍のUH-1ヘリコプター

サイゴン陥落直前の1975年4月29日から30日のおよそ24時間の間に、在留アメリカ市民1373名、南ベトナム市民及びその他の国籍者5595名がアメリカ軍及びエア・アメリカのヘリコプターにより、南シナ海のアメリカ海軍艦船（空母ミッドウェー、ハンコックなど）に脱出した。南ベトナムの地上において、脱出を守った戦闘部隊は第9海兵両用旅団 (9th MAB) であり、この旅団には第4海兵連隊第2大隊と第9海兵連隊第2大隊が属していた。
脱出にあたって、アメリカ海軍の航空母艦が、艦上にあまりに多数の南ベトナムのヘリを収容しており、新たな機体を着艦させる余地を空けるため、多数のヘリを南シナ海に投棄せざるをえなかった。ヘリコプターが避難民と乗員を米艦に降ろした後、パイロットが海面上空でヘリコプターから脱出し、米艦のボートによって収容されることもあった。
これらの事態により、アメリカ軍は赤十字国際委員会などを通じ、北ベトナム軍のサイゴン市内への突入を遅らせるよう依頼することになり、北ベトナム軍はこれを了承したが、最終的に4月30日の午前中に作戦を終了させることができた。

## 備考
アメリカ軍によるアメリカ市民を中心とした脱出作戦である本作戦以外にも、南ベトナムからの脱出は様々な形で実施されたことに留意する必要がある。例えばサンパンによる海上を経由しての脱出、サイゴン国際空港からタイのウボンなどへの航空機による脱出などがある。
また、南ベトナム海軍艦艇は自国の国旗を掲揚していたが、フィリピンにあるスービック海軍基地に向かう途中、フィリピン政府が「北ベトナムを国家承認し、南ベトナムは国家消滅したので、船舶の寄港は一切認めない」旨を通告したため、南シナ海で南ベトナムの国旗を降ろし、アメリカ国旗である星条旗を掲揚する事態となった。

### この作戦が背景となっている作品
- ミス・サイゴン（原題: Miss Saigon）本作戦中およびそれにいたる時期を背景としている。
- ブラドック/地獄のヒーロー3（1988年 原題： Braddock: Missing in Action III）アバンタイトル及び劇中冒頭にて本作戦を描いている。